# Aaron Pierre
Pour les articles homonymes, voir Pierre.
Pour l'acteur anglais, voir Aaron Pierre (acteur).
Aaron Jordan Pierre, abrégé en Aaron Pierre, né le 17 février 1993 dans le quartier de Southall à Londres en Angleterre, est un footballeur international grenadien, possédant également la nationalité anglaise. Il évolue au poste de défenseur avec le club anglais de Shrewsbury Town.

## Carrière

### En club
Aaron Pierre rejoint Brentford après y avoir effectué un essai en avril 2011. En octobre 2013, les équipes d'Aldershot Town et du Cambridge United s’intéresse à Pierre pour un prêt,. Il est finalement prêté chez le second en novembre pour deux mois. Il marque un but pour sa première rencontre disputée, lors d'un match de FA Trophy. Il est de nouveau sur la liste des prêts en février 2014, mais le joueur souhaite prolonger son contrat avec le Brentford FC. Un contrat lui est alors proposé par le club.
Pierre rejoint tout de même le club des Wycombe Wanderers en prêt en février 2014, à la suite de la blessure de Gary Doherty. À la fin de la saison, l'entraîneur des Wanderers annonce vouloir conserver Aaron Pierre dans son effectif, et le joueur s'engage pour trois ans dans la foulée.
Le 21 juillet 2017, il rejoint Northampton Town.
Le 24 juin 2019, il rejoint Shrewsbury Town.
Le 31 janvier 2023, il rejoint AFC Wimbledon.
Le 14 octobre 2023, il rejoint Shrewsbury Town.

### En sélection
Aaron Pierre honore sa première sélection international avec l'équipe de Grenade le 4 septembre 2015 contre Haïti.

## Statistiques
| Saison                | Club                     | Championnat           | Championnat | Championnat | Coupe nationale | Coupe nationale | Coupe de la Ligue | Coupe de la Ligue | FA Trophy | FA Trophy | Johnstone's Paint Trophy | Johnstone's Paint Trophy | Grenade | Grenade | Total | Total |
| Saison                | Club                     | Division              | M.          | B.          | M.              | B.              | M.                | B.                | M.        | B.        | M.                       | B.                       | M.      | B.      | M.    | B.    |
| 2012-2013             | Brentford FC             | 3                     | 0           | 0           | 0               | 0               | 0                 | 0                 | -         | -         | 1                        | 0                        | -       | -       | 1     | 0     |
| 2013-2014             | Brentford FC             | 3                     | 0           | 0           | 0               | 0               | 1                 | 0                 | -         | -         | 1                        | 0                        | -       | -       | 2     | 0     |
| 2013-2014             | Cambridge United (prêt)  | 5                     | 0           | 0           | 0               | 0               | -                 | -                 | 1         | 0         | -                        | -                        | -       | -       | 1     | 0     |
| Sous-total            | Sous-total               | Sous-total            | 0           | 0           | 0               | 0               | 1                 | 0                 | 1         | 0         | 2                        | 0                        | -       | -       | 4     | 0     |
| 2013-2014             | Wycombe Wanderers (prêt) | 4                     | 8           | 1           | -               | -               | -                 | -                 | -         | -         | -                        | -                        | -       | -       | 8     | 1     |
| 2014-2015             | Wycombe Wanderers        | 4                     | 45          | 4           | 2               | 1               | 1                 | 0                 | -         | -         | 1                        | 0                        | -       | -       | 49    | 5     |
| 2015-2016             | Wycombe Wanderers        | 4                     | 40          | 2           | 4               | 0               | 0                 | 0                 | -         | -         | 1                        | 0                        | 2       | 0       | 47    | 2     |
| 2016-2017             | Wycombe Wanderers        | 4                     | 5           | 0           | -               | -               | 1                 | 0                 | -         | -         | 0                        | 0                        | -       | -       | 6     | 0     |
| Sous-total            | Sous-total               | Sous-total            | 98          | 7           | 6               | 1               | 2                 | 0                 | -         | -         | 2                        | 0                        | 2       | 0       | 110   | 8     |
| Total sur la carrière | Total sur la carrière    | Total sur la carrière | 98          | 7           | 6               | 1               | 3                 | 0                 | 1         | 0         | 4                        | 0                        | 2       | 0       | 114   | 8     |

## Palmarès

### Distinctions personnelles
- Membre de l'équipe type de League Two en 2016.